# Nicklas Bendtner
Nicklas Bendtner (Copenhaguen, Dinamarca, 16 de gener de 1988) és un futbolista professional danès que actualment juga al Rosenborg BK i és també internacional amb la seva selecció des del 2006.
La seva posició preferida és davanter centre, però també ha jugat al costat dret de l'atac, i té una potent rematada de cap.

## Carrera futbolística
Bendtner va començar a jugar al futbol amb diversos equips de la seua ciutat, el Kjøbenhavns Boldklub planter del FC Copenhaguen fou on es formà. El 2004 Arsene Wenger es fixà amb ell i se l'emportà a l'Arsenal Football Club, on començà a jugar en les categories inferiors. El seu primer partit oficial amb els gunners el va disputar el 25 d'octubre del 2005, en un partit de la Carling Cup davant del Sunderland. La temporada 2006-2007 va marcar 9 gols en 40 partits amb l'Arsenal Football Club. L'any 2011 va ser cedit al Sunderland AFC. Durant la temporada 2011-2012 ha marcat 7 gols en 25 partits amb el Sunderland AFC. Nicklas es va trencar el nas durant el mes de febrer de 2012, després de rebre un cop d'un defensa del Swansea. La temporada 2012-2013 la jugarà com a cedit a la Juventus de Torí, ja que el seu contracte de sessió amb el Sunderland AFC només era d'una sola temporada i l'Arsenal FC no el vol. La temporada 2013-2014 va tornar a l'Arsenal Football Club.

## Selecció danesa
Bendtner va començar ha jugar amb Dinamarca als 17 anys, en la selecció Sub-17, on va ser nomenat jugador danès de l'any. L'any 2006 va participar en l'Europeu Sub-21, on va marcar 2 gols davant d'Espanya. Dinamarca es va classificar pel Mundial del 2010, després de guanyar contra Portugal, Albània i Suècia, on Bendtner va marcar un total de 2 gols i 1 assistència de gol a Jakob Poulsen. Nicklas va ser seleccionat per Morten Olsen per disputar el Mundial de Sud-àfrica l'any 2010. La selecció va caure derrotada a quarts de final tot hi haver marcat un gol contra Camerun. Bendtner no va assistir a la Copa del Món de Futbol de 2014, ja que Dinamarca no es va classificar.

## Curiositats
Posseïa el rècord del gol més ràpid marcat per un suplent, gol que va fer als 6 segons.

## Família
Nicklas Bendtner va tenir un fill durant el 2011 amb la multimilionària danesa Caroline Fleming. A causa d'un enfrontament sobre la paternitat del nen, Nicklas i Caroline van tallar definitivament.

## Simbologia del número 52
Nicklas Bendtner porta el número 52 a la seva samarreta perquè ha dit que és un número molt especial per a ell i li porta sort. Actualment, i des que va tornar a l'Arsenal FC, porta el número 23. Durant la seva estada a la Juventus de Torí va portar el dorsal número 7.